# The Last Run
The Last Run es una película de comedia dramática del año 2004 protagonizada por  Fred Savage,  Amy Adams,  Steven Pasquale y  Andrea Bogart, y dirigida por Jonathan Segal.

## Sinopsis
Cuando el fabuloso y dulce Steven Goodson (Fred Savage) se burla del abandono de su propia novia, su buen amigo, Jack Manning (Steven Pasquale), que está infelizmente comprometido con una joven de sangre azul (Amy Adams), le aconseja hacer frente a la situación, durmiendo con tantas mujeres como pueda encontrar, por lo que así, olvidará a su ex. Pronto, Steven se reinventa como un "hombre de damas", sin embargo, su única oportunidad de redención en toda regla, puede descansar en el corazón de una maestra de carácter dulce que no está dispuesta a apurar las cosas en una relación.
Steven pasa por lecciones de vida muy fuertes que le hacen comprender: lo que no debe hacerse cuando hay ruptura de pareja y cuando se busca a una nueva pareja.

## Reparto
| Actor           | Personaje      |
| --------------- | -------------- |
| Fred Savage     | Steven Goodson |
| Steven Pasquale | Jack Manning   |
| Amy Adams       | Alexis Mannig  |
| Andrea Bogart   | Chloe          |
| Ray Baker       |                |

- Datos: Q3521527